# Andreas von Schlütter

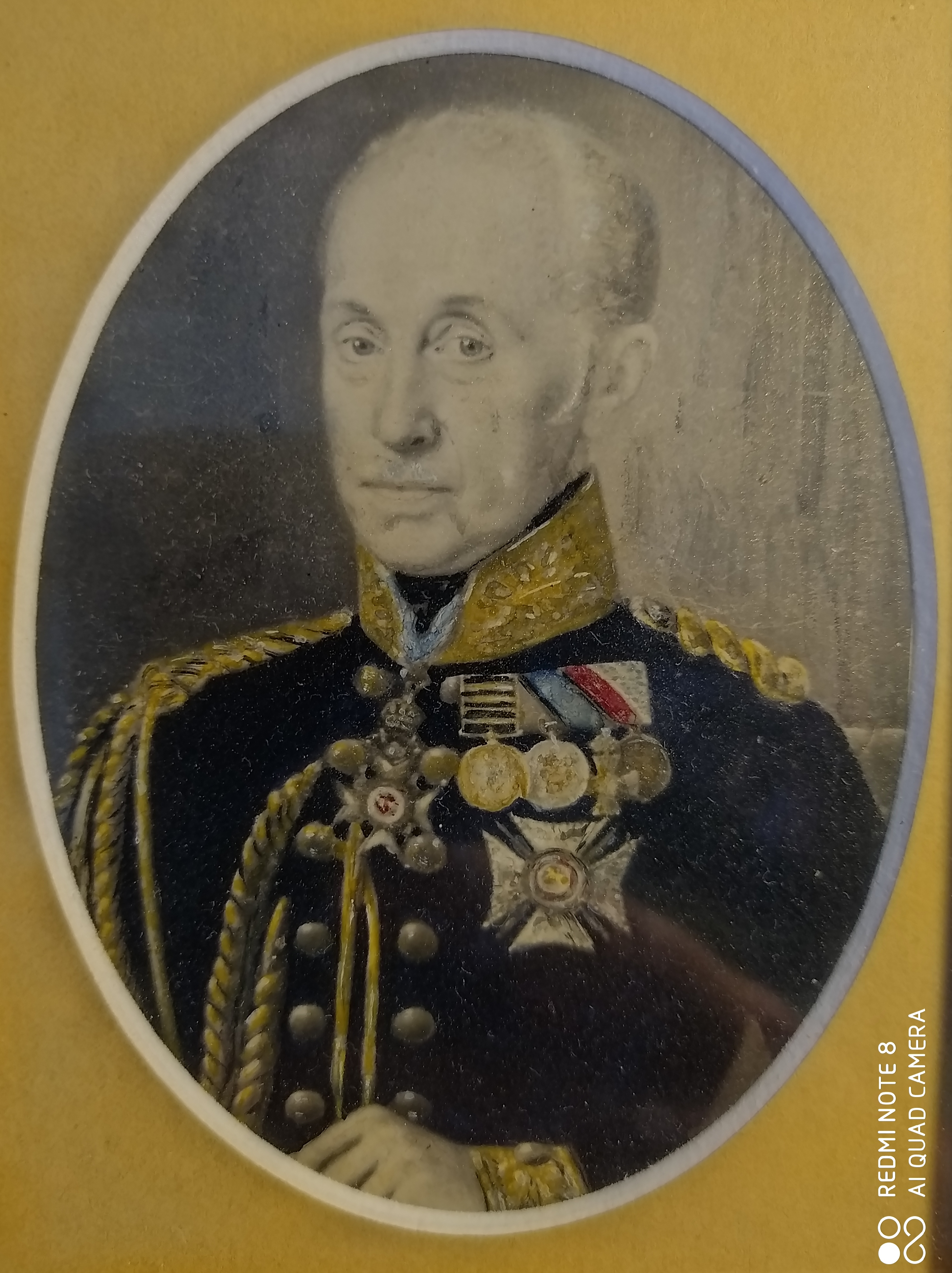
Porträt von Andreas von Schlütter (Privatbesitz), um 1845

Andreas Wilhelm Ludwig von Schlütter (* 3. Juni 1781 in Stade; † 24. Februar 1863 ebenda) war ein Königlich Hannoverischer Offizier, zuletzt im Charakter als Generalmajor und letzter Kommandant der Elbzollfregatte.

## Herkunft
Schlütter gehörte dem hannoverschen Adelsgeschlecht von Schlütter an. Seine Eltern waren der Stader Kanzleidirektor Johann von Schlütter (1749–1827) und dessen Frau Agnese Juliane Sophie von Scharnhorst (1753–1828). Schlütters Urgroßvater, der Generalmajor Johann Christian von Schlütter (1655–1731), war am 16. April 1725 durch Kaiser Karl VI. geadelt worden.

## Familie
Am 22. März 1820 heiratete Schlütter die verwitwete Friederike Luise Sophie Freiin zu Schulenburg, einer geb. von Hake († 1857). Das Paar hatte mehrere Kinder:
- Agnes Sophie Luise Julie (* 4. März 1821; † 12. Dezember 1904) ⚭ 1844 Georg von Goeben († 18. September 1855), Rittmeister
- Karl Julius Gerhard Friedrich (* 21. November 1822; † Oktober 1908), Kanonikus
- Julius Wilhelm Karl Adolf Ivan (* 28. Januar 1825; † 29. Mai 1894) ⚭ Gräfin Eleonore Charlotte von Klenck (* 21. August 1841)
- Karl Wilhelm Andreas (* 2. Mai 1828; † 7. Oktober 1897), Major a. D., Rechtsritter des Johanniterordens

⚭ 1865 Frederike Karolone Luise Amalie von Faßheber, verwitwete von Rüxleben (* 8. Dezember 1820; † 20. August 1877)
⚭ 1879 Agnes Bertha Leontine von Hackewitz (* 3. Oktober 1849, † 2. April 1928)
- Adolf August Friedrich (* 5. Januar 1830; † 8. Oktober 1897) ⚭ 1863 Elise Glave (* 29. März 1839; † 3. August 1886)

1963 lebte in Celle ein Enkel Schlütters, der Oberforstmeister Julius von Schlütter, in dessen Besitz sich ein um 1845 entstandenes Gemälde eines unbekannten Meisters mit dem Brustbild des Fregatten-Kommandanten befand.

## Karriere
Schlütter trat 1795 als Unteroffizier in das 7. Infanterie-Regiment des Kurfürstentum Braunschweig-Lüneburg ein. Bei Auflösung der Armee durch die Konvention von Artlenburg 1803 ging er nach England und wurde 1804 im 1. Linien-Bataillon der Königlich Deutschen Legion als Fähnrich angestellt. 1805 wurde er zum Leutnant und 1811 zum Captain (Hauptmann) befördert. Mit der Königlich Deutschen Legion nahm Schlütter 1805 an der Expedition nach Hannover unter Lord Cathcart, sowie 1807 an der Belagerung von Kopenhagen und 1808 bis 1812 am Feldzug in Spanien und Portugal teil. In diesem Feldzug wurde er in der Schlacht bei Talavera leicht verwundet und kämpfte weiterhin in den Schlachten bei Ciudad Rodrigo, Buçaco, Fuentes de Oñoro und Salamanca.
1814 diente Schlütter im Stab von General Carl von Alten in Norddeutschland und in den Niederlanden und war 1815 Teilnehmer der Schlacht bei Waterloo. Zeitweise wurde er außerdem in den Stab des Generals Lyon kommandiert.
1815 wurde Schlütter zum Major des Landwehr-Bataillons Stade befördert und später zum 6. Infanterie-Regiment versetzt. 1826 folgte die Beförderung zum Oberstleutnant. 1831 berief man Schlütter zum Ober-Adjutanten des Herzogs Adolph Friedrich von Cambridge, der zu dieser Zeit das Königreich Hannover als Vizekönig regierte.
1833 trat er aus dem aktiven Militärdienst aus und wurde am 22. November 1833 zum Kapitän des Elb-Zoll-Wachschiffs, der Brigg Piercer der Elbzollstation Brunshausen bei Stade, ernannt. Die Vereidigung erfolgte am 27. Januar 1834 durch die Ober-Zoll-Direktion Hannover, daraufhin trat er seinen Dienst an. 1835 wurde er für zwei Wochen beurlaubt, um den Herzog von Cambridge auf eine Reise nach Mecklenburg zu begleiten. 1839 erhielt er den Charakter eines Obersten. 1841 begleitete Schlütter den Herzog von Cambridge dann nach London. 1846, am Tag seines 50-jährigen Dienstjubiläums, erhielt Schlütter den Charakter eines Generalmajors. Außerdem wurde er als Kommandeur des Guelphen-Orden 1. Klasse ausgezeichnet.
Bereits während seines Dienstes wurden die eingeschränkten Kontroll-Möglichkeiten eines langsamen Zoll-Segelschiffs gegenüber den immer schnelleren Dampfschiffen offensichtlich. Außerdem musste die Piercer in den Wintermonaten wegen des Eisgangs auf der Elbe ins Winterquartier gelegt werden. Aufgrund dieser beschränkten Einsatzmöglichkeiten wurde 1849 beschlossen, das Zoll-Wach-Schiff einzuziehen. Schlütter erklärte daraufhin am 20. Oktober 1850 seinen Rücktritt und ging in Pension. Er starb 1863 in Stade.

## Auszeichnungen
- Kommandeur des Guelphen-Ordens, 1. Klasse (verliehen 1846)
- Ernst-August-Kreuz
- Waterloo-Medaille des Königreichs Hannover